# Большой Барлак
Большой Барлак — река в Новосибирской области России. Устье реки находится в 2924 км по правому берегу реки Обь. Длина реки составляет 51 км. Площадь водосборного бассейна — 474 км².

## Притоки
- 4 км: Малый Барлак
- 9 км: Пашенка
- 14 км: Качимовка
- Ивановка
- Васенка
- Ключи
- Малая Ананьевка
- Большая
- Падун
- Прониха

## Данные водного реестра
По данным государственного водного реестра России относится к Верхнеобскому бассейновому округу, водохозяйственный участок реки — Обь от Новосибирского гидроузла до впадения реки Чулым, без рек Иня и Томь, речной подбассейн реки — бассейны притоков (Верхней) Оби до впадения Томи. Речной бассейн реки — (Верхняя) Обь до впадения Иртыша.